# Seven Sisters (ferry)
El Seven Sisters es un ferry francés construido en 2006 por el astillero Hijos de J. Barreras, y asignado a la conexión entre Dieppe y Newhaven. Al igual que su «gemelo» el Côte d'Albâtre, pertenece al consejo departamental de Sena Marítimo, en nombre del cual es operado por la naviera DFDS Seaways bajo la marca Transmanche Ferries.

## Historia
El Seven Sisters' fue construido y botado en el año 2006, al igual que su «gemelo» el Côte d'Albâtre el año anterior, por el astillero español Hijos de J. Barreras de Vigo. Los dos barcos fueron encargados por el consejo departamental de Sena Marítimo, administrador de la línea marítima entre Dieppe y Newhaven. Su explotación fue adjudicada en 2007 a la naviera LD Lines francesa, en forma de delegación de servicio público bajo la marca Transmanche Ferries, en sustitución de Sealink, una filial de Stena Line. Lleva el nombre en referencia a las Siete Hermanas (Sussex) en la Côte d'Albâtre donde se encuentra Dieppe.
El buque realiza regularmente la línea Dieppe-Newhaven, con interrupciones ocasionales para la realización de tareas de mantenimiento en dique seco, por ejemplo las realizadas en Brest en septiembre de 2008, o en Gdańsk en 2011. En 2012, el operador LD Lines se alió con la empresa danesa DFDS Seaways para formar una joint venture, que se hace cargo de la concesión del servicio público hasta el 2014, a pesar de las preocupaciones sobre el déficit estructural de la línea, lo que lleva a las compañías a operar sólo uno de los dos transbordadores a la vez.
En este plazo, sólo SeaFrance es candidato a hacerse cargo de la línea, pero esta solicitud es rechazada por el consejo general, que prorroga la explotación por parte de la empresa conjunta de LD Lines y DFDS. Al mantener dos barcos en una línea utilizando solo uno, El operador obtiene la posibilidad de asignar el Seven Sisters a la línea entre Le Havre y Portsmouth a partir del 5 de marzo de 2014, en sustitución del Norman Voyager devuelto a Stena Line. A finales de año, DFDS adquirió por completo LD Lines y se convirtió en el único operador del barco. La última travesía entre Portsmouth y Le Havre tuvo lugar el 31 de diciembre de 2015, fecha en la que DFDS dejó de operar esta línea.
Al regresar a Dieppe-Newhaven, se realizaron trabajos de mejora en sus escapes equipándolos con un sistema de limpieza de gases mediante un depurador de circuito cerrado Alfa Laval durante una parada técnica realizada en el astillero Fayard de Odense en marzo de 2020. Una nueva parada técnica realizada en el mismo astillero en el último trimestre de 2023 prevé la continuación de la descarbonización del barco, y se espera que la aplicación de una pintura antiincrustante a base de silicona reduzca su consumo de combustible en un 6%.
Posteriormente, el barco experimentó una importante renovación de sus espacios interiores, realizada en Dieppe en diciembre de 2023 y enero de 2024. En ella desapareció la monumental escalera que constituía el centro de las instalaciones para pasajeros, cuya ubicación permite aumentar el tamaño del tienda libre de impuestos, que se ha vuelto más rentable gracias al Brexit. Además de la modernización de los salones, la remodelación de los espacios para pasajeros ha supuesto importantes mejoras en los camarotes. Se amplía su número con dos de mayor tamaño, uno destinado a familias, otro de lujo, y dos que se vuelven accesibles a personas con movilidad reducida. Por otro lado, tras los periodos de confinamiento durante la pandemia de Covid-19, los camarotes colectivos destinados a los camioneros son sustituidos por un espacio de 40 literas tipo “pod”, inspirados en los hoteles cápsula japoneses. Se trata de una novedad en Francia, tras un experimento lanzado por Stena Line para estudiantes en viajes entre Suecia y Alemania.

## Características técnicas
Con una eslora total de 142,70 metros, el Seven Sisters tiene una manga de 24,20 metros. Está propulsado por dos motores diésel semirrápidos Wärtsilä, que desarrollan cada uno una potencia de 9 450 kW a 600 rpm, y accionan un par de hélices de palas orientables de 4,20 metros de diámetro, que le permiten alcanzar una velocidad de 22 nudos (40,7 km/h).

## Buque gemelo
El Côte d'Albâtre, también construido en el astillero Hijos de J. Barreras en 2006, es su buque gemelo. Al igual que el Seven Sisters, el Côte d'Albâtre también realiza la ruta entre Dieppe y Newhaven.